# Philip Berben
Philip Berben (Neerpelt, 20 oktober 1946) is een Belgisch voormalig magistraat en voormalig voorzitter van het Koninklijk Belgisch Volleybalverbond.

## Loopbaan
Berben studeerde rechten aan de Katholieke Universiteit Leuven. Hij was oorspronkelijk actief als advocaat in Leuven. Nadien werd hij magistraat en hij werd hoofd van het Arbeidsauditoraat bij de arbeidsrechtbank van Leuven.
Hij is nog voorzitter van de Toezichtcommissie Publiciteit bij het FAGG (Federaal Agentschap voor Geneesmiddelen en Gezondheidsproducten) en voorzitter van de Raad van Beroep van het Vlaams Parlement.
In het volleybal was hij actief als speler, scheidsrechter en comitélid. Hij werd in 1989 voorzitter van het het Koninklijk Belgisch Volleybalverbond en bleef dit tot in 2013. In 2001 greep hij naast het voorzitterschap van de Europese volleybalbond CEV. Hij werd ondervoorzitter en penningmeester. Hij was gedurende 8 jaar lid van de Raad van Bestuur van het FIVB in Lausanne (Wereldvolleybalbond) en 16 jaar van de juridische commissie van deze internationale sportorganisatie.
Hij werd in 1992 ook lid van de raad van bestuur van het Belgisch Olympisch en Interfederaal Comité, welke hij na vijf mandaten in 2017 verliet. Sinds 2015 is hij plaatsvervangend lid van het Paritair Comité voor de Sport. Twee jaar later werd Berben voorzitter van de stichting SOLIMEDA, die zich inzet voor het lot van olympisch oud-gemedailleerden. In 2019 werd hij ook lid van de Ethische Commissie van de Koninklijke Belgische Wielrijdersbond.
Berben is beheerder en penningmeester van het BAS (Belgisch Arbitrage Hof voor de Sport).